# Stenoma chionogramma
Stenoma chionogramma es una especie de polilla del género Stenoma, orden Lepidoptera.
Fue descrita científicamente por Meyrick en 1909.

## Distribución
Se distribuye por Brasil, Perú y Bolivia.